# Parafia św. Marii Magdaleny w Bogatyni
Parafia pw. Świętej Marii Magdaleny w Bogatyni – parafia rzymskokatolicka w dekanacie bogatyńskim w diecezji legnickiej. 
Parafia erygowana 2 stycznia 1201 roku. Obsługiwana przez księży diecezjalnych. Jest najstarszą parafią w mieście.
Dawny kościół parafialny późnobarokowo-klasycystyczny z 1796 został spalony w nocy z 29 na 30 maja 2011 roku, wewnątrz mieściło się barokowe wyposażenie z XVIII wieku, m.in. ołtarz i ambona oraz renesansowe i barokowe epitafia z XVII-XVIII wieku. 

## Proboszczowie
- ks. Aleksander Maria Leszczyński[2]